# Distritos da Sérvia

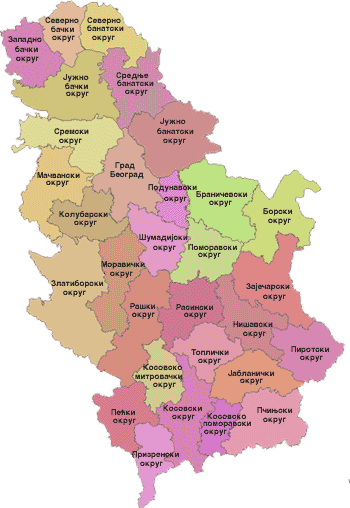
Distritos da Sérvia

Distritos (em sérvio:  Окрузи, Okruzi) são as unidades administrativas da Sérvia, cada um deles engloba vários municípios e cidades. Os distritos foram definidos por promulgação do Governo da Sérvia em 29 de janeiro de 1992.

## Termo
A palavra eslava okrug (округ) denota subdivisão administrativa em alguns estados. Sua etimologia é semelhante ao alemão Kreis, círculo (no sentido de divisão administrativa) (embora traduzida em alemão como Bezirk): okrug é literalmente algo como "cerco, círculo". Nas subdivisões da Sérvia, o termo é traduzido como distrito, às vezes como condado.

## Lista de distritos

### Distritos na Sérvia Central

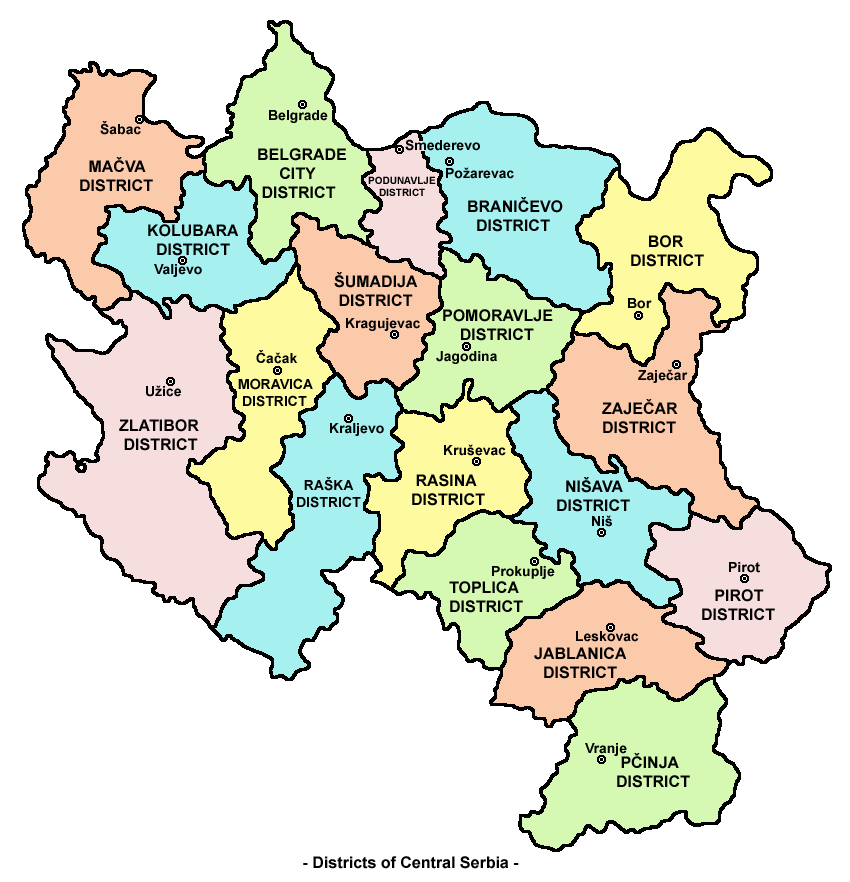
Distritos na Sérvia Central

| Distrito                                  | Capital    | Área em km² | População em 2002 (rank) | População por km² | Municípios e cidades | Assentamentos |
| ----------------------------------------- | ---------- | ----------- | ------------------------ | ----------------- | --- | ------------- |
| Cidade de Belgrado (Grad Beograd)         | Belgrado   | 3,222.68    | 1,576,124                | 488               | - Barajevo - Čukarica - Grocka - Lazarevac - Mladenovac - Novi Beograd - Obrenovac - Palilula - Rakovica - Savski Venac - Sopot - Stari Grad - Surčin - Voždovac - Vračar - Zemun - Zvezdara | 159           |
| Distrito de Bor (Borski okrug)            | Bor        | 3,507       | 146,551                  | 41.8              | - Bor - Kladovo - Majdanpek - Negotin | 90            |
| Distrito de Braničevo (Braničevski okrug) | Požarevac  | 3,865       | 200,503                  | 51.9              | - Veliko Gradište - Požarevac - Golubac - Malo Crniće - Žabari - Petrovac - Kučevo - Žagubica                                                                                                |               |
| Distrito de Jablanica (Jablanički okrug)  | Leskovac   | 2,769       | 240,923                  | 87.0              | - Leskovac - Bojnik - Lebane - Medveđa - Vlasotince - Crna Trava | 336           |
| Distrito de Kolubara (Kolubarski okrug)   | Valjevo    | 2,474       | 192,204                  | 77.7              | - Osečina - Ub - Lajkovac - Valjevo - Mionica - Ljig | 218           |
| Distrito de Mačva (Mačvanski okrug)       | Šabac      | 3,268       | 329,625                  | 100.9             | - Bogatić - Šabac - Loznica - Vladimirci - Koceljeva - Mali Zvornik - Krupanj - Ljubovija | 228           |
| Distrito de Moravica (Moravički okrug)    | Čačak      | 3,016       | 224,772                  | 74.5              | - Gornji Milanovac - Čačak - Lučani - Ivanjica | 206           |
| Distrito de Nišava (Nišavski okrug)       | Niš        | 2,729       | 381,757                  | 139.9             | - Aleksinac - Svrljig - Merošina - Ražanj - Doljevac - Gadžin Han - Medijana - Niška Banja - Palilula - Pantelej - Crveni Krst                                                               | 285           |
| Distrito de Pčinja (Pčinjski okrug)       | Vranje     | 3,520       | 227,690                  | 64.7              | - Vladičin Han - Surdulica - Bosilegrad - Trgovište - Vranje - Bujanovac - Preševo | 363           |
| Distrito de Pirot (Pirotski okrug)        | Pirot      | 2,761       | 105,654                  | 38.3              | - Bela Palanka - Pirot - Babušnica - Dimitrovgrad | 214           |
| Distrito de Podunavlje (Podunavski okrug) | Semêndria  | 1,248       | 210,290                  | 168.5             | - Semêndria - Smederevska Palanka - Velika Plana | 58            |
| Distrito de Pomoravlje (Pomoravski okrug) | Jagodina   | 2,614       | 227,435                  | 87.0              | - Jagodina - Ćuprija - Paraćin - Svilajnac - Despotovac - Rekovac | 191           |
| Distrito de Rasina (Rasinski okrug)       | Kruševac   | 2,667       | 259,441                  | 96                | - Varvarin - Trstenik - Ćićevac - Kruševac - Aleksandrovac - Brus | 296           |
| Distrito de Ráscia (Raški okrug)          | Kraljevo   | 3,918       | 291,230                  | 74.3              | - Kraljevo - Vrnjačka Banja - Raška - Novi Pazar - Tutin | 359           |
| Distrito de Šumadija (Šumadijski okrug)   | Kragujevac | 2,387       | 298,778                  | 125.2             | - Aranđelovac - Topola - Rača - Batočina - Knić - Lapovo - Aerodrom - Pivara - Stanovo - Stari Grad - Stragari                                                                               | 174           |
| Distrito de Toplica (Toplički okrug)      | Prokuplje  | 2,231       | 102,075                  | 45.7              | - Prokuplje - Blace - Kuršumlija - Žitorađa | 267           |
| Distrito de Zaječar (Zaječarski okrug)    | Zaječar    | 3,623       | 137,561                  | 37.7              | - Boljevac - Knjaževac - Zaječar - Sokobanja | 173           |
| Distrito de Zlatibor (Zlatiborski okrug)  | Užice      | 6,140       | 313,396                  | 51.0              | - Bajina Bašta - Kosjerić - Užice - Požega - Čajetina - Arilje - Nova Varoš - Prijepolje - Sjenica - Priboj                                                                                  | 438           |

### Distritos na Vojvodina
| Distrito                                             | Capital           | Área em km² | População em 2002 (rank) | População por km² | Municípios e cidades | Assentamentos |
| ---------------------------------------------------- | ----------------- | ----------- | ------------------------ | ----------------- | --- | ------------- |
| Distrito de Banato Central (Srednje-banatski okrug)  | Zrenjanin         | 3,256       | 208,456                  | 64.0              | - Novi Bečej - Nova Crnja - Žitište - Sečanj - Zrenjanin                                                                                           | 55            |
| Distrito de Bačka do Norte (Severnobački okrug)      | Subotica          | 1,784       | 200,140                  | 112.2             | - Subotica - Bačka Topola - Mali Iđoš | 45            |
| Distrito de Banato do Norte (Severno-banatski okrug) | Kikinda           | 2,329       | 165,881                  | 71.2              | - Kanjiža - Senta - Ada - Čoka - Novi Kneževac - Kikinda                                                                                           | 50            |
| Distrito de Bačka do Sul (Južnobački okrug)          | Novi Sad          | 4,016       | 593,666                  | 147.8             | - Srbobran - Bač - Bečej - Vrbas - Bačka Palanka - Bački Petrovac - Žabalj - Titel - Temerin - Beočin - Sremski Karlovci - Novi Sad - Petrovaradin | 77            |
| Distrito de Banato do Sul (Južno-banatski okrug)     | Pančevo           | 4,245       | 313,937                  | 73.6              | - Plandište - Opovo - Kovačica - Alibunar - Vršac - Bela Crkva - Pančevo - Kovin                                                                   | 94            |
| Distrito de Srem (Sremski okrug)                     | Sremska Mitrovica | 3,486       | 335,901                  | 96.4              | - Šid - Inđija - Sremska Mitrovica - Irig - Ruma (Sérvia)Ruma - Stara Pazova - Pećinci                                                             | 109           |
| Distrito de Bačka do Oeste (Zapadno-bački okrug)     | Sombor            | 2,420       | 214,011                  | 88.4              | - Sombor - Apatin - Odžaci - Kula | 37            |

### Distritos em Kosovo e Metohija[a]

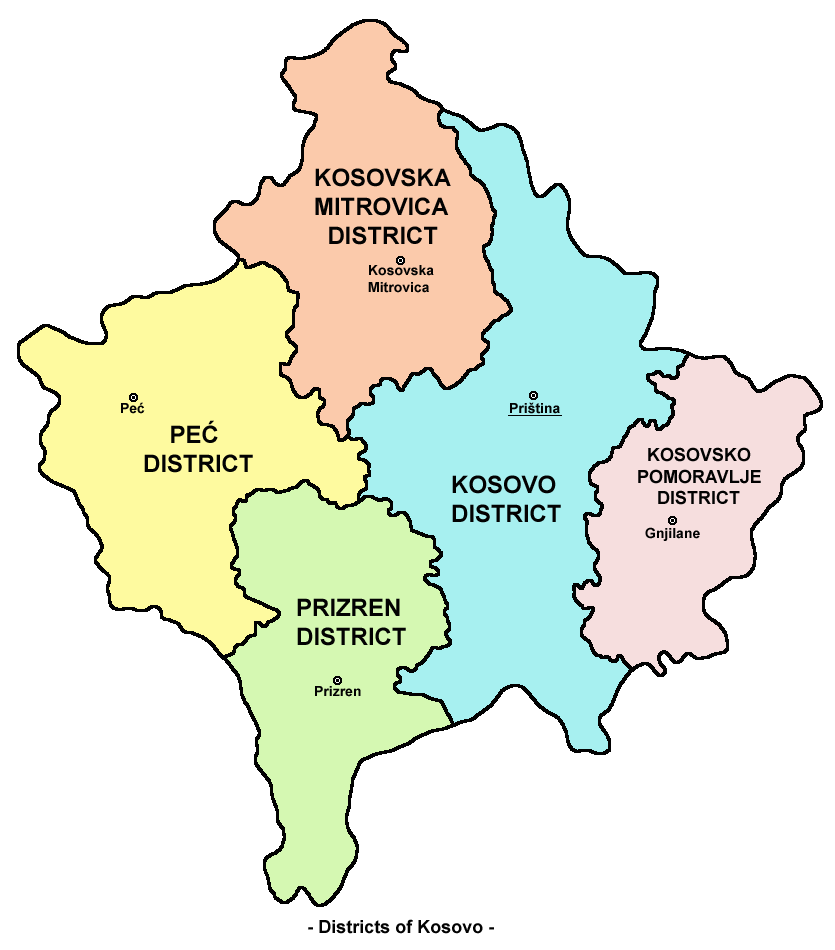
Distritos e municípios em Kosovo e Metohia

Cinco dos distritos da Sérvia são os creditados como províncias de Kosovo e Metohija, com 28 municípios e 1 cidade. Em 1999, UNMIK criou 7 Distritos do Kosovo [carece de fontes?] e 30 Municípios do Kosovo. Sérvia não exerce soberania sobre esta política. Para os distritos UNMIK e os distritos de Kosovo, ver Distritos do Kosovo.
| Distrito                                                     | Capital            | População em 2002 (rank) | Municípios e cidades                                                                                       |
| ------------------------------------------------------------ | ------------------ | ------------------------ | --- |
| Distrito de Kosovo (Kosovski okrug)                          | Pristina           | 672,292                  | - Pristina - Glogovac - Kosovo Polje - Lipljan - Obilić - Podujevo - Uroševac - Štimlje - Kačanik - Štrpce |
| Distrito de Kosovo-Pomoravlje (Kosovsko-Pomoravski okrug)    | Gnjilane           | 217,726                  | - Kosovska Kamenica - Novo Brdo - Gnjilane - Vitina                                                        |
| Distrito de Kosovska Mitrovica (Kosovsko - Mitrovački okrug) | Kosovska Mitrovica | 275,904                  | - Kosovska Mitrovica - Leposavić - Srbica - Vučitrn - Zubin Potok - Zvečan                                 |
| Distrito de Peć (Pećki okrug)                                | Peć                | 414,187                  | - Peć - Istok - Klina - Đakovica - Dečani                                                                  |
| Distrito de Prizren (Prizrenski okrug)                       | Prizren            | 376,085                  | - Orahovac - Suva Reka - Prizren - Gora                                                                    |